# Wirus (film 1980)
Wirus (jap. 復活の日 Fukkatsu no hi) – japoński film fantastycznonaukowy z 1980 roku w reżyserii Kinji Fukasaku.

## Opis fabuły
W 1982 r. Dochodzi do zacienionej transakcji między wschodnioniemieckim naukowcem, doktorem Krause, a grupą Amerykanów. Okazało się, że MM88 jest śmiertelnym wirusem, stworzonym przypadkowo przez amerykańskiego genetyka, który wzmacnia moc każdego innego wirusa lub bakterii, z którą ma kontakt. Amerykanie odzyskują MM88, który rok wcześniej został skradziony z laboratorium w USA, ale wirus jest uwalniany, tworząc pandemię początkowo znaną jako „włoska grypa”.
W ciągu siedmiu miesięcy praktycznie cała populacja świata wymarła. Wirus jest jednak nieaktywny w temperaturach poniżej -10 stopni Celsjusza, a polarna zima oszczędza 855 mężczyzn i 8 kobiet stacjonujących na Antarktydzie. Brytyjski atomowy okręt podwodny HMS Nereid dołącza do naukowców po zatopieniu radzieckiej łodzi podwodnej, której zarażona załoga próbuje wylądować w pobliżu stacji Palmer.

## Obsada
- Masao Kusakari jako Yoshizumi
- Sonny Chiba jako lekarz Yamauchi
- Glenn Ford jako prezydent Richardson
- George Kennedy jako Admirał Conway
- Robert Vaughn jako Senator Barkley
- Chuck Connors jako kapitan McCloud
- Bo Svenson jako Major Carter
- Olivia Hussey jako Marit
- Henry Silva jako Generał Garland
- Isao Natsuyagi jako dowódca Nakanishi
- Stephanie Faulkner jako Sarah Baker
- Stuart Gillard jako lekarz Meyer
- Cec Linder jako lekarz Latour
- George Touliatos jako pułkownik Rankin
- Chris Wiggins jako lekarz Borodinov
- Edward James Olmos jako kapitan Lopez
- Colin Fox jako Agent Z
- Ken Pogue jako lekarz Krause
- Alberta Watson jako Litha